# Comitatul Santa Cruz, Arizona
Comitatul Santa Cruz (în engleză Santa Cruz County, cod FIPS 04 - 023) este unul din cele 15 comitate ale Arizonei, fiind localizat în sudul statului.  Înființat în 1899, se învecinează cu statul mexican Sonora la sud, respectiv cu alte două comitate ale statului Arizona, cu Comitatul Pima, la vest și nord, respectiv cu Comitatul Cochise, la est.  Cu o suprafață totală de  3.207 km2, sau de 1,238 mile2, comitatul Santa Cruz este cel mai mic din cele 15 comitate ale Arizonei, dar de două ori mai mare decât media națională.  Conform recensământului din 2000, populația sa totală era de 38.381 de locuitori. Sediul comitatului (în engleză, county seat) se găsește în orașul Nogales, Arizona.
Localitâțile alăturate Sonoita și Elgin, ambele situate în centrul comitatului Santa Cruz, au devenit renumite în lumea iubitorilor vinurilor ca fiind unul dintre cele mai noi centre viticole din Statele Unite. La finele anilor 1960 și începutul anilor 1970, Gordon Dutt, un pedolog de la University of Arizona din Tucson a descoperit că solurile din zonă sunt foarte similare cu cele din Burgundia din Franța.  Combinația dintre latitudinea mai joasă, dar având o altitudine medie de peste 1.500 de m, cu solul roșcat, au creat condiții ideale pentru cultivarea viței de vie.  Dutt, în parteneriat cu A. Blake Brophy, au creat o zonă viticolă experimentală, care a fost nucleul podgoriei de astăzi, Sonoita Vineyards.  Alți intreprinzători au fost atrași de locuri, care au cunoscut o neașteptată revitalizare economică.
În comitatul Santa Cruz se găsește Tumacácori National Historical Park.

## Scurtă istorie
Comitatul Santa Cruz County, a fost creat în 1899, fiind numit după râul Santa Cruz (în engleză Santa Cruz River), care la rândul său, a fost numit astfel în anii târzii 1600 de către Părintele Kino.  Santa Cruz însemnă Sfânta Cruce atât în spaniolă cât și în portugheză.  Părintele Kino este cel care a construit cunoscuta misiune creștină catolică care există și astăzi în Tumacacori National Historic Park.

## Geografie
Conform Biroului de recensăminte al Statelor Unite, suprafața totală a comitatului este de 3.207 km2 (sau 1,238 mi²).  Imensa majoritate a comitatului, 3.205 km² (1,237 mi²), este uscat, apa reprezentând doar 2 km² (0.8 mi²) din suprafața totală a acestuia (0.04%).  Deși comitatul Santa Cruz County este cel mai mic din statul Arizona, este totuși considerabil mai mare decât media națională, care este de 1.611 km² (sau 622 mile2).

## Comitate vecine
- Comitatul Pima, statul  Arizona - la vest, nord-vest și nord
- Comitatul Cochise, Arizona - la est
- Estado de Sonora,  Mexic - la sud și sud-vest

## Demografie
Conform datelor recensământului din anul 2000, populația totală a comitatului era de 38.381 locuitori, care locuiau în 11.809 locuințe, formând 9.506 familii.  Densitatea medie a populației era de 12 locuitori pe/km² (sau de 31/mi²).  În anul 2000 erau 13.036 de locuințe cu o densitate medie de circa 4/km² (sau 10/mi²).  Compoziția etnică a comitatului era de 76.00% albi, 0.38% negri (ori afro-americani), 0.65% nativi americani, 0.52% asiatici, 0.09% insulari din Pacific, 19.73% from altele și 2.63% aparținând a două sau mai multe.  După o altă clasificare, 80.78% din populație era hispanică sau latino indiferent de rasă.  Circa 79.71% din populație vorbeau în casă spaniola, în timp ce 19.51% vorbeau engleza .
|  | Graficele sunt indisponibile din cauza unor probleme tehnice. Mai multe informații se găsesc la Phabricator și la wiki-ul MediaWiki. |

Date: Wikidata - grafică realizată de Wikipedia

## Orașe, localități și comunități

Map of the incorporated areas in Santa Cruz County.

- Amado, Arizona
- Aqua Linda, Arizona
- Carmen, Arizona
- Canelo, Arizona
- Duquesne, Arizona
- Elgin, Arizona
- Harshaw, Arizona
- Lochiel, Arizona
- Madera Canyon, Arizona
- Nogales, Arizona
- Patagonia, Arizona
- Rio Rico Northeast, Arizona
- Rio Rico Northwest, Arizona
- Rio Rico Southeast, Arizona
- Rio Rico Southwest, Arizona
- Santa Rita, Arizona
- Sonoita, Arizona
- Tubac, Arizona
- Tumacacori, Arizona